# Kali azide
Kali azua là hợp chất vô cơ có công thức KN3. Đây là một muối trắng hòa tan trong nước. Nó được sử dụng làm chất thử trong phòng thí nghiệm.
Nó là một chất ức chế nitrat hóa trong đất.

## Cấu trúc
Kali azua có cùng cấu trúc với RbN3, CsN3, và TlN3. Chúng có cấu trúc hệ tinh thể bốn phương. Các azua được ràng buộc bởi tám liên kết với cation trong một hướng định hướng. Các cation bị ràng buộc với tám liên kết trung tâm đầu cuối N.

Cấu trúc của K,Rb,Cs,TlN_{3}.

## Tổng hợp và phản ứng
Kali azua được điều chế bằng cách cho kali cacbonat phản ứng với axit hydrazoic. Ngược lại, tương tự natri azua, nó được điều chế trong công nghiệp bằng "quá trình Wislicenus", thông qua phản ứng natri amit với đinitơ oxit.
Khi nung nóng hoặc chiếu sáng bằng ánh sáng cực tím, nó sẽ phân hủy thành kali và khí nitơ. Nhiệt độ phân hủy của các muối azua kim loại kiềm là: NaN3 (275 ℃), KN3 (355 ℃), RbN3 (395 ℃), CsN3 (390 ℃).

## Mối nguy hiểm sức khỏe
Giống như natri azua, kali azua rất độc. Giá trị giới hạn ngưỡng của natri azua là 0,07 ppm. Sự độc hại của azua phát sinh từ khả năng ức chế cytochrome c oxidase.